# ماسیو
ماسیو (به پرتغالی: Maceió) یک سکونتگاه مسکونی و شهر در برزیل است که در آلاگواس واقع شده‌است.

## خصوصیات
ماسیو ۵۱۱ کیلومترمربع مساحت و ۹۹۶٬۷۳۳ نفر جمعیت دارد و ۷ متر بالاتر از سطح دریا واقع شده‌است.